# Jean Daligault
Jean Daligault (* 8. Juni 1899 in Caen; † März oder April 1945 im KZ Dachau) war ein katholischer Priester und Künstler.

## Leben
Jean Daligault war ein katholischer Priester. Nach der Besetzung Frankreichs beteiligte er sich an der Résistance. Am 31. August 1941 wurde er in Villerville verhaftet. Als NN-Gefangener der Nationalsozialisten war er unter anderem im SS-Sonderlager Hinzert inhaftiert. Über seine Zeit in Hinzert vom 10. Oktober 1942 bis zum 25. März 1945 gibt es mehrere Zeugenberichte; unter anderem berichtete der Mitgefangene Serge Croix, dass Daligault während der Mahlzeiten gezwungen wurde, Gebete zu singen, statt seine Essensration zu sich zu nehmen. Er lebte zu dieser Zeit von Teilen der Brotrationen, die andere Häftlinge für ihn aufsparten und die er in Wasser einweichen musste, da man ihm bei Verhören in Frankreich die Zähne ausgeschlagen hatte. Daligault schuf während seiner Haftzeit Zeichnungen und Skulpturen, die über die Zustände in den Lagern Zeugnis ablegen. Der Luxemburger Lucien Wercollier, der ebenfalls in Hinzert gefangen gehalten wurde, erhielt von Daligault zum Dank für Nahrungsmittel eine Skulptur, die eine der üblichen Foltermethoden zeigte: Zwei Häftlinge wurden an den Handgelenken zusammengefesselt und mussten Rücken an Rücken im Freien stehen. Wercollier, der später nach Birkenhof und dann nach Niederschlesien verlegt wurde, gelang es, dieses Schnitzwerk zu verstecken und zu bewahren. Er schuf später sein Werk Le prisonnier politique nach Daligaults Skulptur. 
Auch andere Kunstwerke Jean Daligaults blieben erhalten.

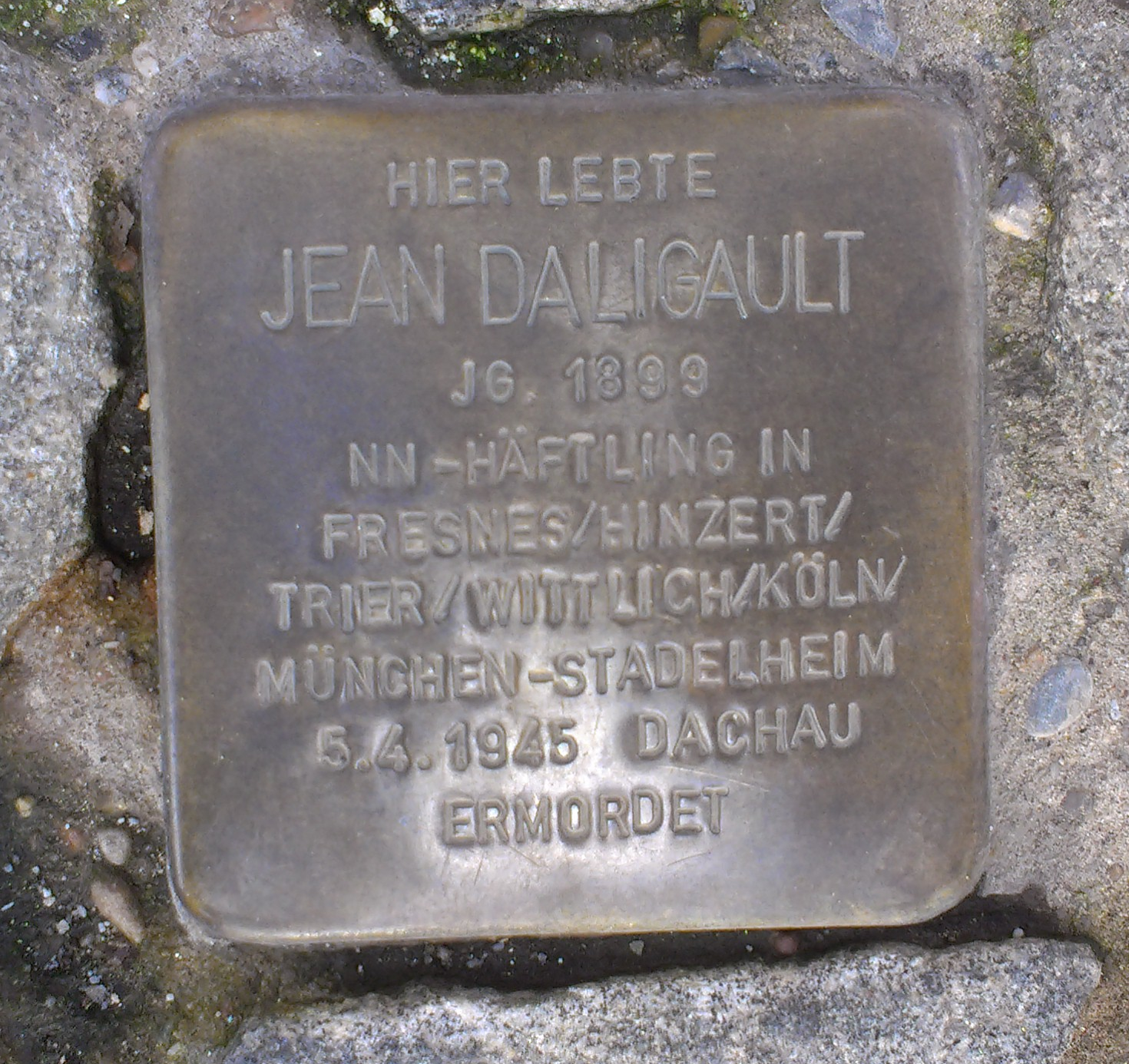
Stolperstein in Trier

Jean Daligault wurde nach der Haftzeit in Hinzert in diverse Haftanstalten, unter anderem in Trier und Wittlich, verlegt. Vom September 1943 bis August 1944 befand er sich im Gefängnis in der Trierer Windstraße. Kurz vor der Befreiung des KZ Dachau kam er dort um. Seine genauen Todesumstände sind unbekannt, ebenso ist das Todesdatum umstritten.
Die Widerstandsmuseen in Caen und Besançon besitzen zahlreiche Zeichnungen und Skulpturen Daligaults. In den Jahren 1999/2000 wurden Daligaults Kunstwerke in einer zweisprachig kommentierten Wanderausstellung gezeigt. Die erste Station war das Dom- und Diözesanmuseum Trier.